# Cino Cinelli
Cino Cinelli (Montespertoli, 9 de febrero de 1916-Montespertoli, 20 de abril de 2001) fue un ciclista italiano que fue profesional entre 1937 y 1944. El 1948 creó la marca de bicicletas Cinelli.
Durante su carrera profesional consiguió 13 victorias, destacando una Giro de Lombardía, una Milán-San Remo y 3 etapas del Giro de Italia. 

## Palmarés
1937
- Giro de los Apeninos

1938
- Copa Bernocchi
- Giro de Lombardía
- 2 etapas al Giro de Italia

1939
- Giro de Campania
- Giro de la Provincia de Milán, con Giovanni Valetti
- 1 etapa al Giro de Italia

1940
- Giro del Piemonte
- Tres Valles Varesinos

1941
- 3º en el Campeonato de Italia en Ruta

1943
- Milán-San Remo

## Resultados en Grandes Vueltas y Campeonatos del Mundo
Durante su carrera deportiva consiguió los siguientes puestos en las Grandes Vueltas y en los Campeonatos del Mundo en carretera:
| Carrera         | 1937 | 1938 | 1939 | 1940 | 1941 | 1942 | 1943 | 1944 |
| --------------- | ---- | ---- | ---- | ---- | ---- | ---- | ---- | ---- |
| Giro de Italia  | -    | 12º  | 9º   | -    | -    | -    | -    | -    |
| Tour de Francia | -    | -    | -    | -    | -    | -    | -    | -    |
| Vuelta a España | -    | -    | -    | -    | -    | -    | -    | -    |
| Mundial en ruta | -    | -    | -    | -    | -    | -    | -    | -    |

-: No participa

Ab.: Abandono